# Gelo

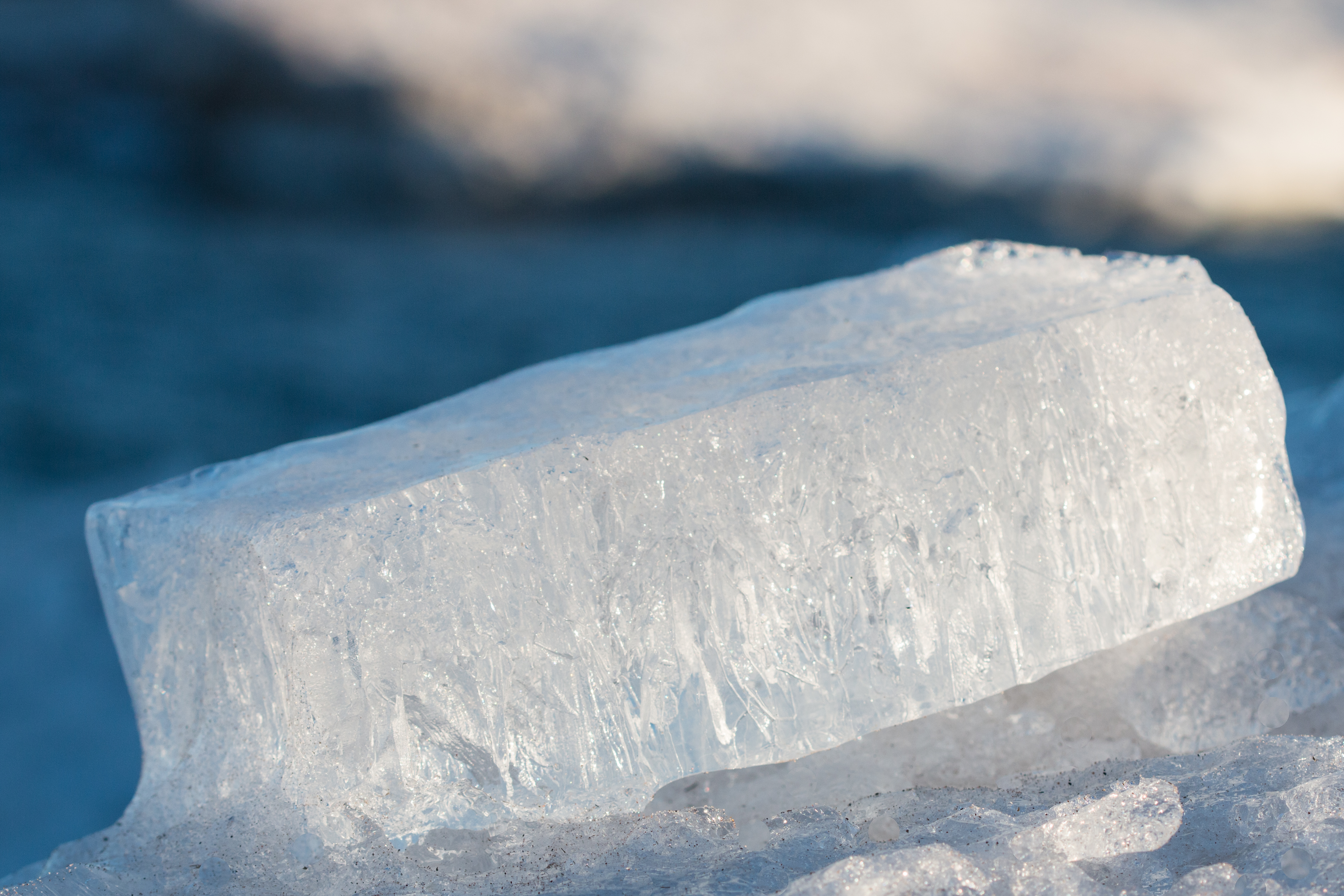
Um bloco de gelo.

Gelo (do latim gelus) é o estado sólido da água cristalizada no sistema cristalino hexagonal. Seu aspecto é vítreo e semitransparente. A sua densidade é inferior à da água, ficando em 0,9178 grama por centímetro cúbico. O seu ponto de fusão é de zero grau Celsius a uma atmosfera de pressão. A mesma massa de água em estado líquido ou em estado sólido tem volumes diferentes, pois, ao passar de um estado para o outro, o volume aumenta cerca de 9 por cento: ao contrário da maioria dos outros sólidos, o gelo, no seu ponto de fusão, apresenta-se mais dilatado do que a sua forma líquida até atingir os quatro graus Celsius.
Seu ponto de formação é usado como valor de referência em termodinâmica.
O gelo tem pelo menos dezessete fases cristalinas conhecidas e três fases amorfas (não cristalinas), que existem em diferentes temperaturas e pressões.
A estrutura extremamente aberta das moléculas do gelo faz com que ocupe maior volume — e, por isso, seja menos denso — do que a água.

## Características

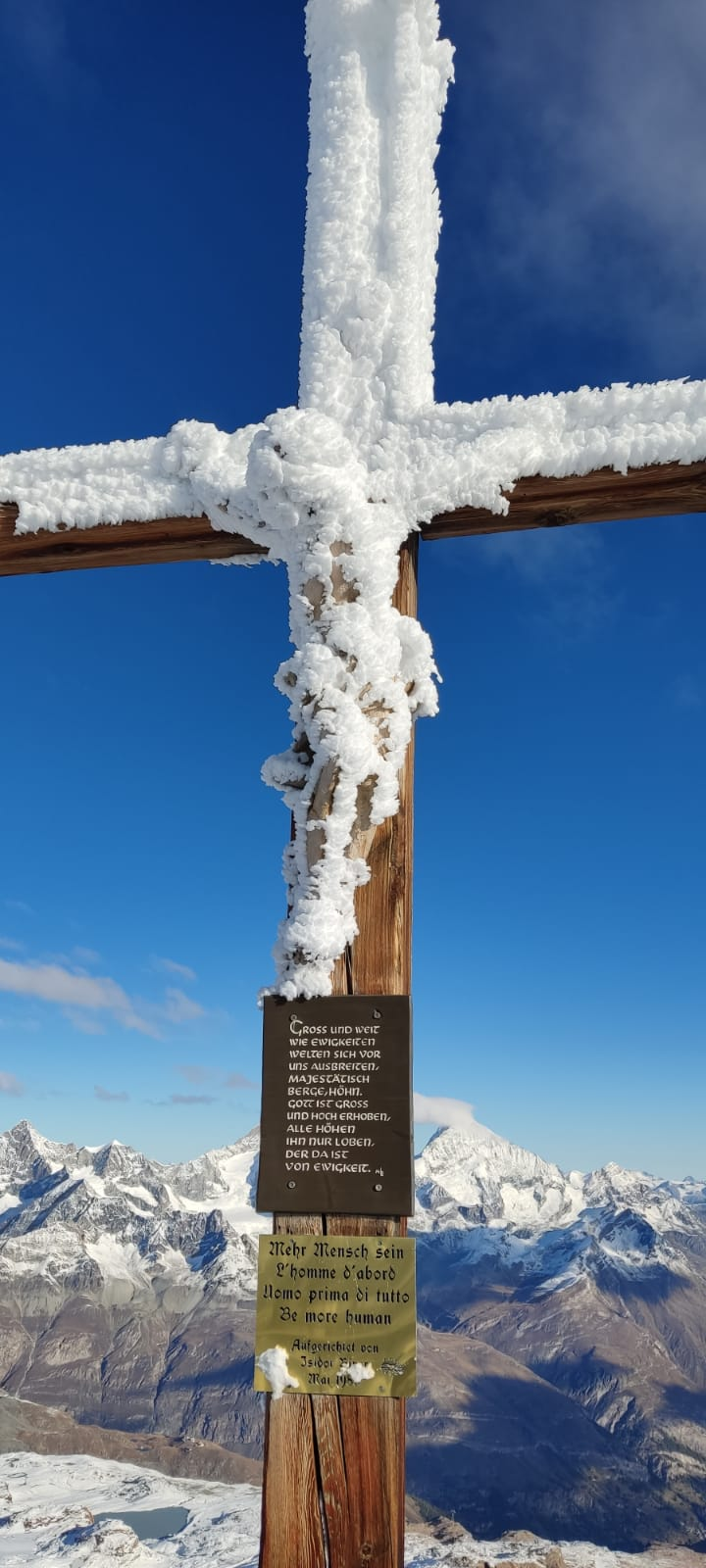
Cristais de gelo acumulados em uma cruz nos Alpes Suíços

- Formado, normalmente, a partir de 0 °C, transformando de modo gradual a água, que passa de um estado líquido, para um estado sólido;
- Baixa temperatura;
- Baixo nível de agitação de moléculas;
- Necessidade de temperatura inferior a 0°C para manter o seu estado físico;
- Sua densidade é inferior que a da água.[6]

## Etimologia
A etimologia é a parte da gramática que trata da história ou origem das palavras e do significado de palavras através da análise dos elementos que as constituem. Sendo assim, gelo se origina do latim"gelus"; era usada tanto para descrever o gelo, o frio intenso e a geada.[carece de fontes?]

## Temperatura de congelamento da água
Embora a regra prática seja que a água congela a 0 graus Celsius, a água pode, na verdade, permanecer líquida em uma faixa de temperaturas mais frias desde que atenda certas condições específicas. Até 2021, acreditava-se que esse intervalo parava em menos 38 C; qualquer mais baixo do que isso, e a água deve congelar. Mas pesquisadores conseguiram manter as gotas de água em estado líquido em temperaturas tão baixas quanto -44 °C. Segundo a pesquisa, quanto menor a gota de água, menor será a temperatura de congelamento.

## Utilização
O gelo é um elemento versátil e de fácil produção, tendo seu uso disseminado em todo o planeta. Dentre as utilidades mais comuns para a água congelada, temos as seguintes:
- Refrigeração de alimentos e bebidas: O uso mais comum do gelo é na conservação de alimentos e no resfriamento de bebidas, garantindo sua qualidade e sabor por mais tempo.[9]
- Conservação de produtos perecíveis: O gelo é utilizado em embalagens de produtos perecíveis para manter a temperatura ideal durante o transporte e armazenamento.[10]

- Processos industriais: Na indústria alimentícia, o gelo é utilizado em diversos processos,[11] como a moldagem de alimentos, a criação de efeitos visuais em bebidas e a conservação de ingredientes.[10]
- Esportes: Nas atividades esportivas, o gelo pode ser utilizado como base para diversas modalidades, incluindo patinação, hóquei, esqui, escaladas e curling.
- Primeiros socorros: As compressas de gelo são amplamente utilizadas pela fisioterapia para reduzir inchaços, aliviar dores e tratar lesões, como contusões e entorses. Além dos primeiros socorros, o gelo também é utilizado em diversas áreas da medicina, como a crioterapia, que consiste na aplicação de frio intenso para tratar diversas condições de saúde.

### Saúde
Os sinais que indicam inflamação são: dor, inchaço, vermelhidão, aumento da temperatura do local e diminuição da função (como amplitude de movimento ou força). O gelo nessa situação ajuda a reduzir o inchaço e a dor, além de limitar a extensão da lesão. De uma maneira geral, a compressa feita com gelo é mais indicada em casos de traumatismo provocado por quedas ou pancadas. “A ação anestésica do gelo ajuda a evitar que o inchaço e o hematoma na região. Logo, no processo desinflamatório, o resfriamento com aplicação de gelo é o mais indicado porque causa uma vasoconstrição, que é a diminuição do diâmetro dos vasos, evitando um aumento da inflamação.[carece de fontes?]

## A Importância do Gelo para a Biosfera
O gelo é importante para resfriamento do planeta e ele só se sustenta se não há excesso de gases do efeito estufa na atmosfera.[carece de fontes?] Além disso, o congelamento parcial e superficial que se dá nos lagos. Isso ocorre porque a densidade da água é maior aos 4 °C (dilatação anômala da água) e, à medida que a água se aproxima dessa temperatura, ela se desloca para o fundo do oceano ou lago em questão, impedindo que esse congele por inteiro. Se não fosse por isso, a evolução biológica das espécies não ocorreria da forma que aconteceu e provavelmente não estaríamos aqui.[carece de fontes?]